# 松本タカシ
松本 タカシ（まつもと たかし、1982年8月2日 - ）は、日本の俳優。エビス大黒舎・Team Ebisu所属。栃木県出身。身長175cm、体重67kg。

## 出演

### テレビ

#### ドラマ
- 潜入探偵トカゲ　第5話（2013年5月16日、TBS） - 詐欺集団役

#### バラエティ
- みんバラ（TOKYO MX） - 演技対決企画

### CM
- NTTドコモ　上京篇（2011年）

### 舞台
- ブロウバイブロウ（2004年、シアタープロジェクト☆アポロ公演） - 潜入刑事役
- 地獄谷温泉の宿（2004年、ヒラオヨギー体質第1回公演）
- 恐怖のミソ汁（2005年、ヒラオヨギー体質第2回公演）
- グリーンコッペラ（2005年11月10日-11月14日、コスモル公演） - 部下・おバカ役[1]
- 僕んち、ホラーハウス（2006年、ヒラオヨギー体質第3回公演）
- ヒーローネバーダイ（2006年、シアタープロジェクト☆アポロ公演） - 解説者役
- イブデパ!（2006年、ケロケロ団公演） - 食パンマン・自閉症の子・デパートのバイヤー役
- ジヴィライゼーション（2007年、ヒラオヨギー体質第4回公演）
- ハリケーン嬢 〜The Queen of EMERALDAS〜（2007年12月27日-12月30日、スーパーグラップラー公演）[2]
- さくら（2008年7月25日-7月27日、劇団After6・C2-Project合同企画公演） - 雪之丞役[3][4]
- おかしなふたり〜千夜一夜物語〜（2009年05月7日-5月10日、スーパーグラップラー公演）[5]
- Today is Fineday（2010年5月28日-5月31日、C2-Project公演）[6]
- 壜の中のラブソング（2011年7月9日-7月10日、新中野ワニズホール公演）[7][8]
- 空気ノ機械ノ尾ッポ vol.21　〜カミシメル〜（2015年2月20日-2月22日、空気ノ機械ノ尾ッポ公演）[9][10]
- ハクジツのモト（2015年12月5日-12月6日、Q商会公演） - テロリストリーダー役[11]
- アバレジェ-urban legend-（2016年4月9日-4月10日、Q商会公演） - アイドルプロデューサー・芸人役[12]
- スリー・ハンドレッド・ミリオン（2016年8月19日-8月21日、Q商会公演） - キチガイお兄さん・犯罪者K役[13]
- ギャンブルウ（2016年12月2日-12月4日、Q商会公演）[14]
- ノゾキライブ！（2017年3月20日、Q商会公演）[15]
- オソルべきジンタイ実験（2017年8月2日-8月6日、Q商会公演）[16][17]

#### コント公演
- こんなのはじめて（2009年、生娘ピンチョス公演）
- メンズ惑星（2012年、メンズ惑星公演）
- もよりの惑星にイッちゃった!（2014年8月10日、劇団もより駅は轟です公演）[18]
- テロッテロッなアソコ（2015年3月8日、ジュリコ666公演）[19]
- うちの村にも来た!（2015年5月10日、ジュリコ666公演）[20]

### その他
- インターネット　EC-CUBE公式チャンネル　『特徴篇』[21]『サポート篇』[22]『売上アップ篇』[23]
- MC　インターネット公開ラジオWALLOP『ギャング×2 イブニングショー』 - メインレギュラーMC[24]
- MC　アイドルイベント
- DVD　喧嘩番長 - 黒真連合役
- DVD　インリンジョーンズ クリサヘルの滝川の王国 - パンクバンドマン役